# Ischikauia steenackeri
Ischikauia steenackeri är en fiskart som först beskrevs av Sauvage, 1883.  Ischikauia steenackeri ingår i släktet Ischikauia och familjen karpfiskar. Inga underarter finns listade i Catalogue of Life.